# Scalmicauda eumela
Scalmicauda eumela är en fjärilsart som beskrevs av Sergius G. Kiriakoff 1968. Scalmicauda eumela ingår i släktet Scalmicauda och familjen tandspinnare. Inga underarter finns listade.